# Milagro
Milagro é um município da Espanha na província e comunidade foral (autónoma) de Navarra. Tem 28,34 km² de área e em 2021 tinha 3 470 habitantes (densidade: 122,4 hab./km²).

## Demografia
| Variação demográfica do município entre 1991 e 2004 | Variação demográfica do município entre 1991 e 2004 | Variação demográfica do município entre 1991 e 2004 | Variação demográfica do município entre 1991 e 2004 |
| --------------------------------------------------- | --------------------------------------------------- | --------------------------------------------------- | --------------------------------------------------- |
| 1991                                                | 1996                                                | 2001                                                | 2004                                                |
| 2573                                                | 2585                                                | 2676                                                | 2945                                                |